# L'ou com balla

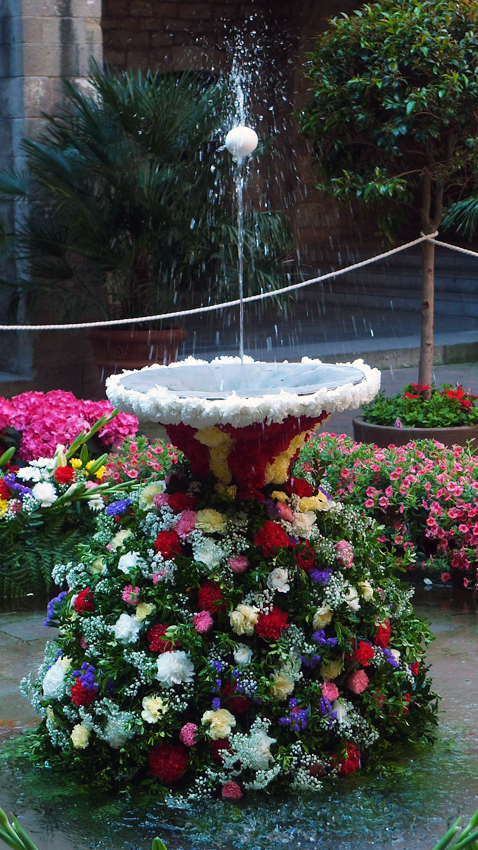
L'ou com balla en el patio del Museo Frederic Marès

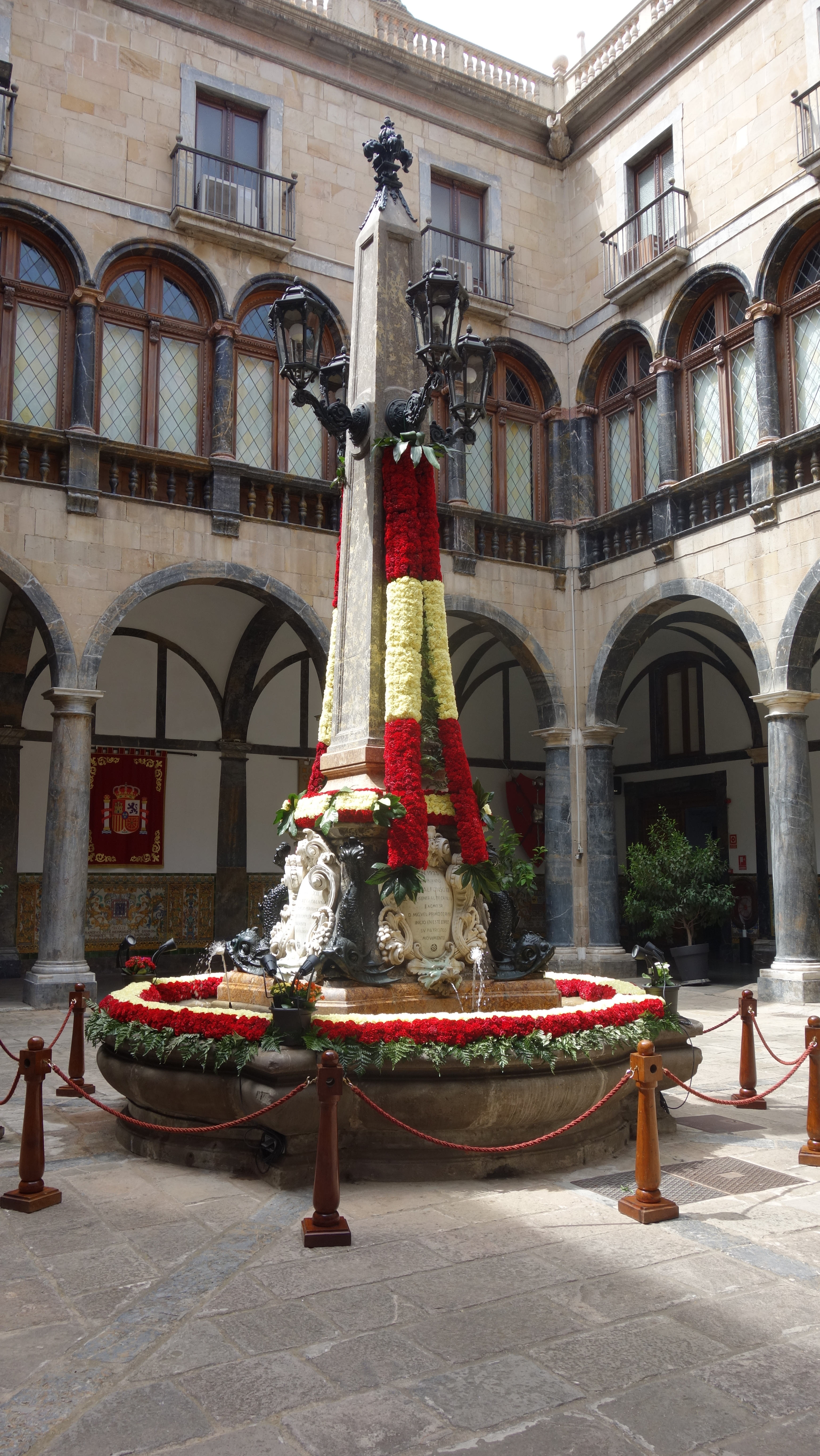
Fuente del claustro de Capitanía General

L'ou com balla (literalmente 'el huevo cómo baila', que podría traducirse como el huevo que baila) es una tradición nacida en Barcelona, Cataluña (España) que tiene lugar el día de Corpus Christi.

La tradición dice que hay que hacer bailar un huevo en los surtidores de las fuentes situadas en claustros, patios o jardines.  Desde 1637 se tiene constancia de que se hace bailar el huevo en la catedral de Barcelona.  Sobre el origen de esta tradición, hay varias hipótesis, aunque ninguna de ellas es definitiva. Ya en el siglo XVI, los monaguillos de la catedral de Barcelona se encargaban de hacer bailar el huevo, pero no se sabe de ciertamente el origen de esta tradición. Según cuenta Enric Aymerich en su libro sobre tradiciones, fiestas y costumbres populares de Barcelona, esta tradición no tiene un carácter símbólico-religioso, sino que fue un descubrimiento de algún barcelonés. También se dice que era un entretenimiento de los nobles, mientras se esperaba el paso de Corpus. Otra versión, de carácter religioso, interpreta esta práctica como la exaltación de la eucaristía, la ostia era representado por el huevo y, se situaría sobre el cáliz, que estaría simbolizado por la copa de la fuente, que recoge el agua de la fuente. El historiador barcelonés Ramón Nonat sitúa los indicios del huevo como baila, en Barcelona, en el siglo XV, cuando en el año 1440, el cascarón entero de un huevo vacío se coloca en el surtidor de una fuente de modo que gira sin caerse. Las fuentes se decoran con flores y frutas.

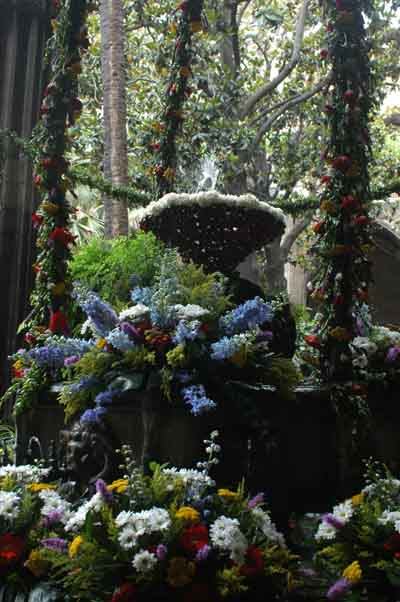
L'ou com balla en la catedral.

Los rincones en los que se puede ver esta tradición en Barcelona son: la catedral de Barcelona, el Pueblo Español, el Museo Frederic Marès (plaza de San Ivo), la parroquia de Santa Ana (Rivadeneyra, 3), en el claustro de Capitanía General (Colón, 14), la Casa del Archidiácono (Santa Lucía, 1), el Ateneo Barcelonés (Canuda, 6), la Real Academia de las Buenas Letras de Barcelona (Obispo Caçador, 3), la parroquia de la Purísima Concepción (Aragón, 299) y, en frente de la última, el colegio de las Escolapias de Lúria (Aragón, 302)

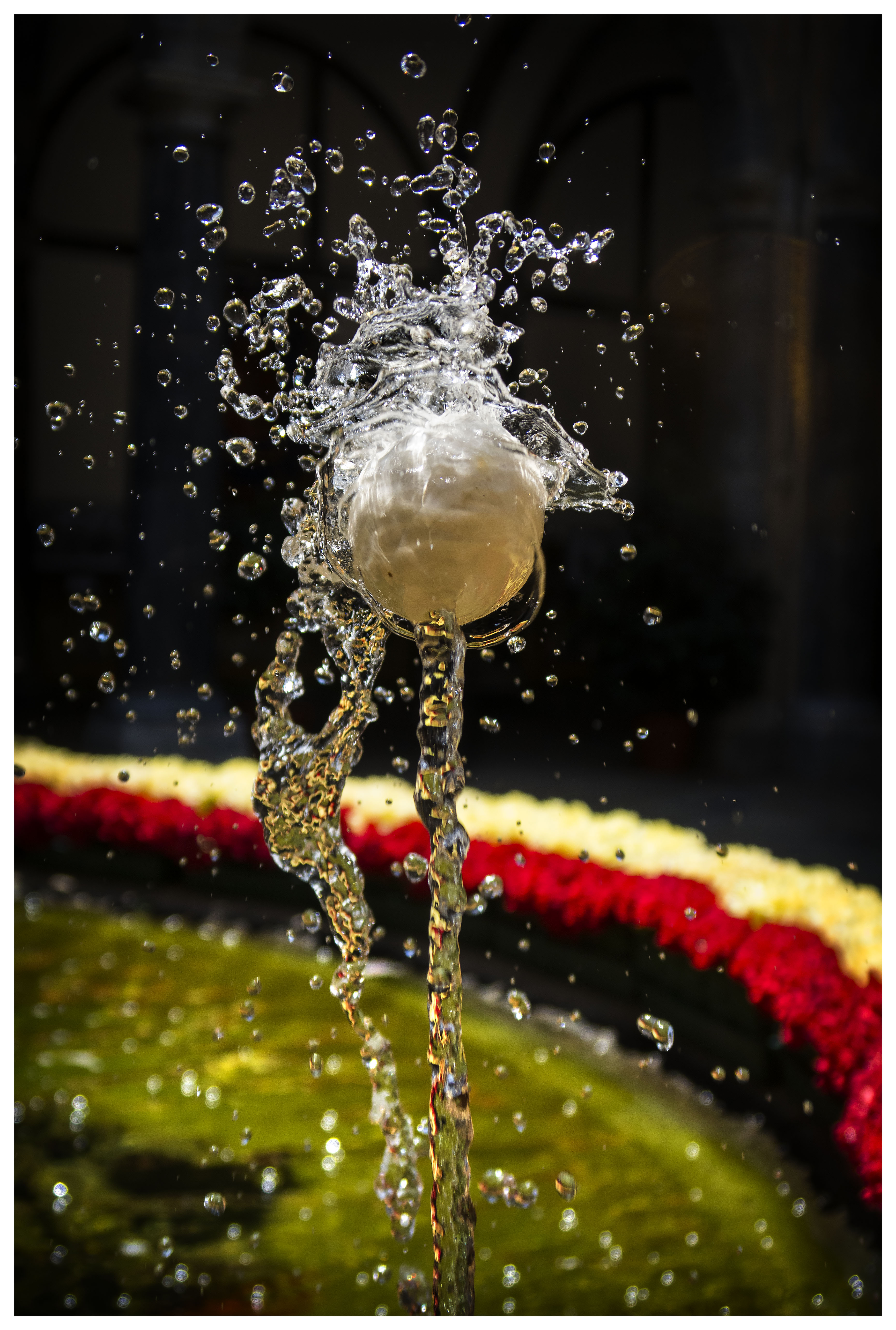
L' ou com balla en la fuente del claustro de Capitanía General en Barcelona

Además de la ciudad condal, la tradición también se extendió a otras ciudades tales como Sitges (en el Palacio Maricel), Tarragona (en la fuente del claustro de la Catedral), Vic , Manresa, Igualada, Reus o Ripollet, entre otros